# Salem's Lot (miniserie de 2004)
Salem's Lot es una miniserie de 2004, basada en la novela El misterio de Salem's Lot de Stephen King. Dirigida por Mikael Salomon y protagonizada por Rob Lowe, Andre Braugher y Donald Sutherland, la miniserie se centra en las aventuras de un escritor que regresa a su pueblo natal y descubre que sus antiguos vecinos se están convirtiendo en vampiros.

## Sinopsis
El escritor Ben Mears regresa luego de muchos años a su pueblo natal, Jerusalem's Lot en Maine, Estados Unidos. A su retorno empieza a notar extraños comportamientos en sus antiguos vecinos, por lo que decide investigar el motivo de estas actitudes. Junto a Susan Norton y al niño Mark Petrie, empieza a indagar hasta encontrar un secreto oscuro que amenaza con acabar con la tranquilidad de la localidad.

## Reparto
- Rob Lowe como Ben Mears.
- Andre Braugher como Matt Burke.
- Donald Sutherland como Richard Straker.
- Samantha Mathis como Susan Norton.
- Rutger Hauer como Kurt Barlow.
- James Cromwell como el Padre Callahan.